# 5893 Coltrane
Az 5893 Coltrane (ideiglenes jelöléssel 1982 EF) a Naprendszer kisbolygóövében található aszteroida. Zdenka Vávrová fedezte fel 1982. március 15-én.